# Животное (фильм, 2014)
Животное (англ. Animal) — фильм режиссёра Бретта Симмонса. В фильме снимались Джои Лорен Эдамс, Элизабет Гиллис, Пол Яконо, Торстен Кэй, Амори Ноласко, Кеке Палмер, Джереми Самптер и Паркер Янг. Премьера фильма состоялась 17 июня 2014 года.

## Сюжет
Группа друзей решает весело провести выходные в лесу на природе. Во время прогулки по лесу они находят остатки человеческих тел и решают покинуть это место, но не успевают. Злобный монстр преследует их и загоняет всё дальше в глубь леса. Наткнувшись на старый заброшенный дом, они встречают ещё несколько человек, которые также прячутся от зверя.

## В ролях
- Джои Лорен Эдамс — Вики
- Элизабет Гиллис — Мэнди
- Пол Яконо — Шон
- Торстен Кэй — Карл
- Амори Ноласко — Дуглас
- Джереми Самптер — Мэт
- Паркер Янг — Джефф
- Кеке Палмер — Алиса